# Tiro com arco na Universíada de Verão de 2011
O tiro com arco na Universíada de Verão de 2011 foi disputado no Campo de Futebol 1 e 2 da Estrada Shenwanyi,em Shenzhen na China entre 14 e 18 de agosto de 2011.

## Medalhistas

### Masculino
| Evento     | Ouro                                                         | Prata                                                                  | Bronze                                                       |
| Individual | Individual                                                   | Individual                                                             | Individual                                                   |
| ---------- | ------------------------------------------------------------ | ---------------------------------------------------------------------- | ------------------------------------------------------------ |
| Recurvo    | KOR Im Dong-Hyun                                             | KOR Kim Woo-Jin                                                        | KOR Kim Bubmin                                               |
| Composto   | RUS Alexander Dambaev                                        | KOR Choi Yong-Hee                                                      | FRA Sebastien Brasseur                                       |
| Equipe     |                                                              |                                                                        |                                                              |
| Recurvo    | CHN China Chang Liang Liu Zhaowu Ren Jinke                   | JPN Japão Shohei Ota Hiroki Suetake Hiroyuki Yoshinaga                 | FRA França Thomas Aubert Geoffrey Barthelot Thomas Faucheron |
| Composto   | FRA França Sebastien Brasseur Joanna Chesse Pascale Lebecque | MEX México Gerardo Alvarado Angel Ramirez Cuauhtemoc Alfredo Rodríguez | USA Estados Unidos Adam Gallant Zachary Plannick Adam Wruck  |

### Feminino
| Evento     | Ouro                                                    | Prata                                                          | Bronze                                                  |
| Individual | Individual                                              | Individual                                                     | Individual                                              |
| ---------- | ------------------------------------------------------- | -------------------------------------------------------------- | ------------------------------------------------------- |
| Recurvo    | KOR Ki Bo-Bae                                           | KOR Jung Da-Somi                                               | TPE Cho Peichin                                         |
| Composto   | RUS Polina Nikitina                                     | USA Kendal Nicely                                              | RUS Viktoria Balzhanova                                 |
| Equipe     |                                                         |                                                                |                                                         |
| Recurvo    | KOR Coreia do Sul Han Gyeong-Hee Jung Da-Somi Ki Bo-Bae | UKR Ucrânia Tetyana Dorokhova Olena Kushniruk Nina Mylchenko   | TPE Taipé Chinês Cho Peichin Le Chieh-Ying Yuan Shu-chi |
| Composto   | KOR Coreia do Sul Kim Hyo Sun Seo Jung Hee Seok Ji-Hyun | RUS Rússia Natalia Avdeeva Viktoria Balzhanova Polina Nikitina | IND Índia Gagandeep Kaur Anjali Kumari Sunita Rani      |

### Misto
| Evento   | Ouro                                      | Prata                                             | Bronze                                         |
| -------- | ----------------------------------------- | ------------------------------------------------- | ---------------------------------------------- |
| Recurvo  | KOR Coreia do Sul Ki Bo-Bae Kim Bubmin    | TPE Taipé Chinês Tien Kang Yuan Shu-chi           | UKR Ucrânia Dmytro Hrachov Nina Mylchenko      |
| Composto | KOR Coreia do Sul Min Lihong Seo Jung Hee | USA Estados Unidos Kendal Nicely Zachary Plannick | ITA Itália Anastasia Anastasio Jacopo Polidori |

## Quadro de medalhas
| Ordem | País              | Medalha de ouro | Medalha de prata | Medalha de bronze |    |
| ----- | ----------------- | --------------- | ---------------- | ----------------- | -- |
| 1     | KOR Coreia do Sul | 6               | 3                | 1                 | 10 |
| 2     | RUS Rússia        | 2               | 1                | 1                 | 4  |
| 3     | FRA França        | 1               |                  | 2                 | 3  |
| 4     | CHN China         | 1               |                  |                   | 1  |
| 5     | TPE Taipé Chinês  |                 | 1                | 2                 | 3  |
| 6     | UKR Ucrânia       |                 | 1                | 1                 | 2  |
| 7     | JPN Japão         |                 | 1                |                   | 1  |
|       | MEX México        |                 | 1                |                   | 1  |
| 9     | IND Índia         |                 |                  | 1                 | 1  |
|       | ITA Itália        |                 |                  | 1                 | 1  |
| TOTAL | TOTAL             | 10              | 10               | 10                | 30 |